# Stewart Sutherland
Stewart Ross Sutherland, barone Sutherland di Houndwood (Aberdeen, 25 febbraio 1941 – Edimburgo, 29 gennaio 2018), è stato un filosofo scozzese.

## Biografia
Stewart Ross Sutherland nacque ad Aberdeen il 25 febbraio 1941.
Venne educato al Robert Gordon's College di Aberdeen. Nel 1963 conseguì un Master of Arts di primo livello in filosofia all'Università di Aberdeen e nel 1965 ottenne un Master of Arts in filosofia della religione al Corpus Christi College dell'Università di Cambridge.
In seguito venne nominato assistente alla cattedra di filosofia presso l'University College of North Wales. Tre anni dopo ritornò in Scozia come docente all'Università di Stirling. Lì fondò il dipartimento di studi religiosi e reclutò John Drane e Glyn Richards per lavorare al suo fianco in questa impresa. Nel 1977 divenne professore di storia e filosofia della religione al King's College dell'Università di Londra. Nel 1981 ne divenne vice-preside e nel 1985 preside.
Nel 1990 venne nominato vice-cancelliere dell'Università di Londra. Due anni più tardi divenne capo ispettore delle scuole. Dal 1994 al 2002 fu preside e vice-cancelliere dell'Università di Edimburgo. Dal 2002 al 2008 fu prevosto del Gresham College di Londra. Nel 1992 venne eletto membro della British Academy e nel 1995 socio della Royal Society di Edimburgo. Nel 1995 venne nominato cavaliere. Il 14 marzo di quell'anno la regina Elisabetta II lo investì ufficialmente durante una cerimonia tenutasi a Buckingham Palace a Londra.
In seguito al suo coinvolgimento nell'istituzione dell'Age Concern Institute of Gerontology al King's College, nel 1997 venne invitato dal governo di Tony Blair a presiedere una Commissione reale per la cura a lungo termine degli anziani. Questa raccomandò al governo, al servizio sanitario nazionale e alle autorità locali di essere responsabile nel fornire assistenza gratuita nello spirito del NHS Act a tutte le persone, anche qualora la loro malattia assumesse la forma di una fragilità mentale cronica. Le raccomandazioni vennero accolte dal governo scozzese, anche se non sono furono mai attuate in Inghilterra e in Galles.
Il 29 giugno 2001 fu creato pari a vita con il titolo di barone Sutherland di Houndwood, di Houndwood negli Scottish Borders. Nella cerimonia di introduzione alla Camera dei lord il suo sostenitore anziano fu Brian Flowers, barone Flowers e il suo sostenitore minore David Wilson, barone Wilson di Tillyorn. Era parte dei pari crossbencher e fu membro del comitato per la scienza e la tecnologia dal 3 dicembre 2003 all'8 aprile 2010, membro del suo I sottocomitato dal 1º dicembre 2004 al 7 maggio 2005 e dal 14 novembre 2007 al 13 settembre 2011 e membro e presidente del comitato per l'assistenza all'infanzia a prezzi accessibili dal 12 giugno 2004 all'11 febbraio 2015.
Dal 2002 al 2005 fu presidente della Royal Society di Edimburgo.
Nel novembre del 2002 venne nominato cavaliere dell'Ordine del Cardo. Ricevette numerosi diplomi onorari e continuò a collaborare con varie istituzioni. Nel 2004 divenne socio del Birkbeck, Università di Londra. Il 31 maggio 1996 ricevette un dottorato ad honorem dalla Facoltà di teologia dell'Università di Uppsala, in Svezia.
Nel 2002, dopo il pensionamento, divenne prevosto del Gresham College di Londra, un'istituzione con oltre 400 anni di storia che non accoglie studenti ma tiene conferenze pubbliche gratuite. Nel 2005 divenne membro del comitato di redazione dell'Enciclopedia Britannica.
Morì a Edimburgo il 29 gennaio 2018 all'età di 76 anni. Le esequie si tennero il 26 febbraio alle ore 11.30 nella cattedrale di Sant'Egidio a Edimburgo. Al termine del rito la salma fu cremata.

## Pensiero
Come filosofo della religione, Sutherland concentrò i suoi studi su come le persone continuano a essere esseri umani moralmente responsabili nelle società pluraliste senza la sicurezza metafisica dei sistemi di credenze tradizionali e potenzialmente divisivi. Influenzato dal suo mentore intellettuale, Donald M. MacKinnon, l'approccio di Sutherland portò la chiarezza e il rigore della tradizione anglo-americana della filosofia analitica a dialogare con i pensatori letterari e filosofici del continente europeo.
In "Atheism and the Rejection of God: Contemporary Philosophy" e "The Brothers Karamazov" (del 1977) e in "Faith and Ambiguity" (del 1984) esplorò i pensatori continentali tra cui Fëdor Dostoevskij, Søren Kierkegaard, Albert Camus e Simone Weil. Le sue wilde lectures all'Università di Oxford pubblicate come "God, Jesus and Belief: The Legacy of Theism" nel 1984 esplorarono una serie di questioni intellettuali, morali ed esistenziali nella teologia filosofica contemporanea, sviluppando ulteriormente la sua argomentazione che le tradizioni etiche e di fede cristiane continuano ad avere un valore duraturo in un momento in cui i precedenti modelli di credenze sono falliti. Ha inoltre promosse il suo campo di studi in due influenti volumi curati, "The Philosophical Frontiers of Christian Theology: Essays Presented to DM MacKinnon" (pubblicato con Brian Hebblethwaite nel 1982) e "Religion, Reason and the Self" (pubblicato con T. A. Roberts nel 1989).
In altri due volumi, "World Religions" (del 1988) e "The Study of Religion: Traditional and New Religions" (pubblicato con Peter Clarke nel 1991), contribuì al campo sempre più significativo degli studi religiosi nei programmi scolastici e universitari, promuovendo anche la comprensione e il rispetto reciproco tra i popoli di diverse fedi.

## Vita personale
Era sposato con Sheena (nata Robertson), virologa clinica, e aveva un figlio e due figlie.

## Riconoscimenti
Un busto in bronzo di lord Sutherland, fuso da Vincent Butler, si trova in cima alla scala della biblioteca Playfair dell'Old College dell'Università di Edimburgo.